# ラクダガイ
ラクダガイ（学名：Lambis truncata sebae）は、スイショウガイ科（ソデボラ科）に属する巻貝である。

## 分布
九州南部以南から熱帯西太平洋沿岸域。サンゴ礁のサンゴ礫地や礁原に生息する。

## 形態
殻長200mmに達する大型種で、殻は紡錘形、数本の螺肋が走り、殻口外縁に7本の短い突起を有する。殻口は通常白いが、老成個体ほど紫褐色になる。

## 分類
同属には以下の種類が知られている。
- サソリガイL. crocata - 殻外縁に7本の突起が発達し、前方の3本と下端の1本は強く右に曲がる。
- クモガイL. lambis - 殻口外縁に7本の短い突起がある。
- スイジガイL. chiragra - 殻口外唇縁に太めの6本の突起を有し、漢字「水」に見立てられる。

## 利用

### 食用
沖縄諸島から八重山諸島にかけて利用され、その価値の高さから種苗生産や技術開発が試みられている。